# Граведона ед Унити
Граведо̀на ед Унѝти (на италиански: Gravedona ed Uniti; на ломбардски: Gravedona, Граведона) е община в Северна Италия, провинция Комо, регион Ломбардия. Административен център на обшината е село Граведона (на италиански: Gravedona), което е разположено на 162 m надморска височина, на североизточния бряг на езеро Лаго ди Комо. Населението на общината е 4217 души (към 2017 г.).